# Арнольд, Эдвард
Эдвард Арнольд (англ. Edward Arnold), имя при рождении Гюнтер Эдвард Арнольд Шнайдер (нем. Günther Edward Arnold Schneider) (18 февраля 1890 года — 26 апреля 1956 года) — американский актёр, более всего известный ролями в фильмах 1930—40-х годов. «Дородный и внушительный», «здоровый и энергичный американский характерный актёр», Арнольд сыграл более чем в 150 фильмах.
«Плодовитый и популярный актёр, он начинал карьеру на сцене, а в период между 1915 и 1919 годами играл в многочисленных фильмах студии „Эссеней“». После некоторого перерыва в 1932 году Арнольд вернулся в кино, где «в 1930—40-е годы был ведущим характерным актёром на студиях „Метро-Голдвин-Майер“ (1933—1934 и 1941—1950), „Парамаунт“ (1937) и „Юнивёрсал“ (1939—1941), специализируясь на ролях коррумпированных политиков и буйных, несдержанных магнатов».
Самыми заметными фильмами с участием Арнольда стали мюзикл «Я не ангел» (1933), криминальные мелодрамы «Трое в паре» (1932) и «Стеклянный ключ» (1935), криминальная биографическая драма «Бриллиантовый Джим» (1935), драма по Ф. М. Достоевскому «Преступление и наказание» (1935), мелодрама «Приди и владей» (1936), романтические комедии «Лёгкая жизнь» (1937) и «С собой не унесёшь» (1938), политическая драма «Мистер Смит едет в Вашингтон» (1939), притча-драма «Дьявол и Дэниэл Уэбстер» (1941), политическая сатира «Знакомьтесь, Джон Доу» (1941), комедия «Ничего, кроме правды» (1941), фильмы нуар «Джонни Аполлон» (1940), «Джонни Игер» (1941) и «Глаза в ночи» (1942), романтическая комедия «Дорогая Рут» (1947) и фильм нуар «Город, который никогда не спит» (1953).  В 1960 году у  Арнольда появвилась звезда на Голливудской Аллее Славы.

## Ранние годы
Эдвард Арнольд родился 18 февраля 1890 года в Нью-Йорке в семье эмигрантов из Германии. Рано осиротев, Арнольд сам зарабатывал себе на жизнь, работая помощником мясника, посыльным и кочегаром.
В 12 лет он впервые вышел на сцену, сыграв Лоренцо в любительской постановке «Венецианского купца», а в 15 лет уже стал профессиональным актёром. В 17 лет Арнольд вступил в престижную труппу «Актёры Бена Грита», где дебютировал в спектакле «Сон в летнюю ночь».
С 1915 года Арнольд стал играть эпизодические, а затем и главные роли роли в немых короткометражных и полнометражных фильмах на студиях «Эссенэй» в Чикаго и «Уорлд студиоз» в Нью-Джерси. С 1916 по 1920 год Арнольд сыграл в 40 фильмах, после чего вернулся на сцену, где в 1919-32 годах сыграл в 13 бродвейских постановках.

## Карьера в кино (1932—1956)
После двенадцатилетнего перерыва, уже в звуковую эпоху, Арнольд вернулся в кино, где сначала играл в криминальных мелодрамах. Он исполнил роль гангстера в драме режиссёра Тэя Гарнетта «О’кей Америка!» (1932) о подъёме к славе и власти беспринципного нью-йоркского журналиста (Лью Эйрс). Год спустя в криминальной комедии «Показное спокойствие» (1933) Арнольд воссоздал на экране роль гангстера, которую он играл в одноимённой бродвейской постановке 1932-33 годов. В том же году Арнольд сыграл священника в мелодраме Виктора Флеминга «Белая монахиня» (1933) с участием Хелен Хейс и Кларка Гейбла, и шейха — в приключенческой мелодраме Сэма Вуда «Варвар» (1933) с участием Рамона Новарро и Хелен Хейс.
Первоначально Арнольд надеялся стать «стройным исполнителем главных ролей, однако вскоре понял, что его судьба связана с характерными ролями, и соответственно нарастил своё тело. Как он позднее заметил: „Чем больше я становился, тем лучшие характерные роли я получал“». «Дородный мужчина с властными манерами и великолепным баритоном, он стал популярной экранной личностью на десятилетия».
«Арнольд нашёл свою нишу, играя различного рода магнатов» — миллионера-алкоголика в мелодраме «Сэйди МакКи» (1934) с Джоан Кроуфорд и Франшо Тоуном, дровосека, выросшего в магнаты деревопереработки, в мелодраме «Приди и владей» (1936) с участием Фрэнсис Фармер и Джоэла МакКри и зловещего производителя боеприпасов в музыкальной комедии «Наслаждение идиота» (1939) с Нормой Ширер и Кларком Гейблом. В 1935 году вышла криминальная мелодрама Фрэнка Таттла «Стеклянный ключ» (1935) по роману известного автора «крутых» романов Дэшила Хэммета, в которой Арнольд сыграл одну из главных ролей подпольного хозяина города, который стремится легализоваться и жениться на дочери сенатора.
С середины 1930-х до начала 1940-х годов, «несмотря на средний возраст и грузную комплекцию, Арнольд играл и главные роли». В 1935 году Арнольд получил заглавную роль в биографической драме «Бриллиантовый Джим» (1935) об известном бизнесмене и филантропе начала XX века Джиме Брэйди. Ради этой роли ему потребовалось набрать дополнительно 12 килограммов к и без того солидной фигуре. Он вновь сыграл Брэйди в биопике «Лилиан Рассел» (1940), посвящённом знаменитой певице и близкой подруге Брэйди (её роль исполнила Элис Фэй). В 1936 году Арнольд стал первым актёром, воплотившим на экране образ знаменитого детектива из книг Рекса Стаута, «полного, ворчиливого и вспыльчивого» Ниро Вульфа, в фильме «Знакомьтесь: Ниро Вульф» (1936). Серия фильмов о Ниро Вульфе была продолжена в 1937 году, однако роль Ниро Вульфа в нём исполнил уже другой актёр.
Арнольд сыграл главную роль швейцарского эмигранта, ставшего крупным калифорнийским землевладельцем и первым человеком, обнаружившем золото на своей территории, в драме «Золото Саттера» (1936) о Золотой лихорадке в Калифорнии в середине XIX века. В полубиографической драме «Любимец Нью-Йорка» (1937) он вновь предстал «в своём обычном образе магната, симпатичного негодяя, который обманным путём прокладывает путь в верхние эшелоны Уолл-стрит» (его партнёрами по картине были Френсис Фармер и Кэри Грант).
В 1937 году карьерный рост Арнольда на некоторое время приостановился, когда комитет кинопрокатчиков навесил на него ярлык «кассового яда» (наряду с такими актёрами, как Кэтрин Хепбёрн, Марлен Дитрих, Фред Астер, Джоан Кроуфорд и другие). Однако, «не теряя присутствия духа, Арнольд стал браться за менее значимые роли второго плана, и в этом качестве оставался востребованным актёром до самой смерти».
Фаворит режиссёра Фрэнка Капры (который часто журил актёра за его фирменный «фальшивый смех»), Арнольд сыграл в трёх фильмах знаменитого режиссёра: он исполнил роль миллионера-сноба и отца главного героя (Джеймс Стюарт) в романтической комедии «С собой не унесешь» (1938), коррумпированного политического босса в драме «Мистер Смит едет в Вашингтон» (1939), и владельца газеты, который под популистскими лозунгами стремится к власти, в политической сатире «Знакомьтесь, Джон Доу» (1941) с Гэри Купером и Барбарой Стэнвик в главных ролях.
В начале 1940-х годов Арнольд сыграл в нескольких криминальных фильмах: в драме «Граф Чикаго» (1940) он сыграл коварного адвоката, работающего на гангстера с британскими аристократическими корнями (Роберт Монтгомери), а в драме Генри Хэтэуэя «Джонни Аполлон» (1940) он сыграл брокера-растратчика, сын которого (Тайрон Пауэр) решает вызволить отца из тюрьмы с помощью денег, добытых бандитским путём. В нуаровом триллере Мервина ЛеРоя «Джонни Игер» (1941) Арнольд играет роль прогрессивного прокурора, который ведёт борьбу с хитроумным гангстером и организатором незаконных азартных игр (Роберт Тейлор), в которого влюбляется падчерица прокурора (Лана Тёрнер). В фэнтези-драме Уильяма Дитерле «Дьявол и Дэниел Уэбстер» (1941) он сыграл ключевую роль прогрессивного политика из Нью-Гемпшира, который вступает в схватку с дьяволом за душу местного фермера. Год спустя Арнольд сам сыграл дьявола в 17-минутном пропагандистском фильме военного времени «Инфляция» (1942), в котором Гитлер обращается за помощью к дьяволу, чтобы тот разрушил американскую экономику). В двух детективах по романам Бэйнарда Кендрика — «Глаза ночи» (1942) Фреда Циннемана и «Скрытый глаз» (1945) — Арнольд предстал в образе слепого детектива Дункана Маклейна.
С середины 1940-х годов кинокарьера Арнольда пошла на спад. Среди наиболее заметных его картин этого периода комедия «Только стоячие места» (1944) с Полетт Годдар и Фредом МакМюрреем, где он сыграл владельца компании по производству игрушек, мелодрама Тэя Гарнетта «Миссис Паркингтон» (1944), где он исполнил роль попавшего в неприятности финансового дельца. Во второй половине 1940-х годов Арнольд сыграл отца главной героини в романтической комедии военного времени «Дорогая Рут» (1947) с Джоан Колфилд и Уильямом Холденом, а также небольшую роль конгрессмена в военной штабной драме Сэма Вуда «Командное решение» (1948) со звёздным актёрским составом, включавшем Кларка Гейбла, Уолтера Пиджона, Вэна Джонсона, Брайана Донлеви и других.
Свои последние значимые роль Арнольд сыграл в фильмах нуар «Город, который никогда не спит» (1953), где он предстал в образе тесно связанного с преступностью успешного адвоката, и «Хьюстонская история» (1956) Уильяма Касла, где он сыграл роль крупного гангстера, финансирующего проект незаконной откачки нефти с нефтяных месторождений. Последним фильмом Эдварда Арнольда стала «вырванная из сегодняшних заголовков» криминальная драма «Разоблачение в Майами» (1956), где он сыграл продажного политика. Арнольд умер, не дожив до выхода картины на экраны.

## Работа на радио и телевидении
Начиная с середины 1930-х годов, Арнольд был ведущим нескольких радиопрограмм, а в 1947-53 годах еженедельно выходил в эфир в радиопрограмме «Мистер Президент», играя в каждом новом эпизоде роль какого-либо американского президента.
В 1950-е годы Арнольд сыграл в 20 эпизодах различных телесериалов.

## Прочая деятельность
В 1940 году Арнольд выпустил автобиографию «Лоренцо едет в Голливуд».
В 1940—1942 годах Арнольд был президентом Гильдии киноактёров.
В 1940-е годы Арнольд всё более активно занимался политикой. Он был одним из первых актёров, серьёзно рассматривавших возможность политической карьеры. В середине 1940-х годов Арнольд участвовал в выборах на должность олдермена Лос-Анджелеса, однако потерпел поражение.
Хотя Арнольд был убеждённым антикоммунистом и правым консерватором, он тем не менее был яростным противником преследования кинодеятелей по политическим мотивам, которое проводила Комиссия по расследованию антиамериканской деятельности, и соответственно выступал против составления чёрных списков кинодеятелей, подозреваемых в связях с коммунистами.

## Личная жизнь
Арнольд был женат трижды: с 1917 по 1927 год на Хэрриет Маршалл, в этом браке у него родилось трое детей, в 1929—1948 — на Оливии Эмерсон и с 1951 года вплоть до своей смерти — на Клео МакЛейн.

## Смерть
Эдвард Арнольд умер 24 апреля 1956 года в своём доме в Энсино, Калифорния, от кровоизлияния в мозг, ему было 66 лет.

## Фильмография (с 1932 года)
| - 1932 — О’кей, Америка! / Okay, America! — Дьюк Морган - 1932 — Трое в паре / Three on a Match — Эйс - 1932 — Страх говорить / Afraid to Talk — Джиг Скелли - 1932 — Распутин и императрица / Rasputin and the Empress — доктор Ремезов - 1933 — Показное спокойствие / Whistling in the Dark — Диллон - 1933 — Белая монахиня / The White Sister — отец Сарацинска - 1933 — Варвар / The Barbarian — Ахмед-паша - 1933 — Дженни Герхардт / Jennie Gerhardt — сенатор Брэндер - 1933 — Тайна синей комнаты / Secret of the Blue Room — комиссар Форстер - 1933 — Её телохранитель / Her Bodyguard — Орсон Битцер - 1933 — Я не ангел / I’m No Angel — Большой Билл Бартон - 1933 — Римские сплетни / Roman Scandals — император Валериус - 1934 — Мадам-шпион / Madame Spy — Шульц - 1934 — Сэйди МакКи / Sadie McKee — Джек Бреннан - 1934 — Принцесса на тридцать дней / Thirty Day Princess — Ричард М. Гришем - 1934 — Убежище / Hide-Out — детектив лейтенант «Мак» МакКарти - 1934 — Выкуп в миллион долларов / Million Dollar Ransom — Винсент Шелтон - 1934 — Дитя среды / Wednesday’s Child — Рэй Филлипс - 1934 — Президент исчезает / The President Vanishes — секретарь по военным делам Уорделл - 1935 — Биография холостячки / Biography of a Bachelor Girl — мистер «Фэйди» Фейдак - 1935 — Кардинал Ришельё / Cardinal Richelieu — Людовик XIII - 1935 — Стеклянный ключ / The Glass Key — Пол Мэдвиг - 1935 — Бриллиантовый Джим / Diamond Jim — Бриллиантовый Джим - 1935 — Помнишь прошлую ночь? / Remember Last Night? — Дэнни - 1935 — Преступление и наказание / Crime and Punishment — инспектор Порфирий - 1936 — Золото Саттера / Sutter’s Gold — Йохан (Джон) Саттер - 1936 — Знакомьтесь: Ниро Вульф / Meet Nero Wolfe — Ниро Вульф - 1936 — Приди и владей / Come and Get It — Барни Глазго - 1937 — Женщина Джона Мида / John Meade’s Woman — Джон Мид - 1937 — Лёгкая жизнь / Easy Living — Дж. Б. Болл - 1937 — Любимец Нью-Йорка / The Toast of New York — Джим Фиск - 1937 — Цветения на Бродвее / Blossoms on Broadway — Айра Коллинс - 1938 — Восьмой раунд / The Crowd Roars — Джим Кейн - 1938 — С собой не унесешь / You Can’t Take It With You — Энтони П. Кирби - 1939 — Восторг идиота / Idiot’s Delight — Эчилл Уэбер - 1939 — Друзья и враги Америки / Let Freedom Ring — Джим Нокс - 1939 — Прожигатели жизни / Man About Town — сэр Джон Арлингтон - 1939 — Мистер Смит едет в Вашингтон / Mr. Smith Goes to Washington — Джим Тейлор - 1939 — Слегка почётный / Slightly Honorable — Винсент Кашинг - 1940 — Граф Чикаго / The Earl of Chicago — Квентин «Док» Рэмси - 1940 — Джонни Аполлон / Johnny Apollo — Роберт Кейн-старший - 1940 — Лиллиан Расселл / Lillian Russell — Бриллиантовый Джим Брэйди - 1941 — Знакомьтесь, Джон Доу / Meet John Doe — Д. Б. Нортон - 1941 — Штраф / The Penalty — Мартин «Стафф» Нельсон - 1941 — Леди из Шайенна / The Lady from Cheyenne — Джеймс «Джим» Корк - 1941 — Ничего, кроме правды / Nothing But the Truth — T.T. Ролстон - 1941 — Дьявол и Дэниэл Уэбстер / All That Money Can Buy — Дэниел Уэбстер - 1941 — Джонни Игер / Johnny Eager — Джон Бенсон Фаррелл - 1941 — Нечестные партнёры / Unholy Partners — Меррилл Ламберт - 1941 — Проект для скандала / Design for Scandal — Джадсон М. / «Джадси» Блэр - 1942 — Война против госпожи Хедли / The War Against Mrs. Hadley — Эллиотт Фалтон | - 1942 — Глаза в ночи / Eyes in the Night — Дункан «Мак» Маклейн - 1942 — Инфляция / Inflation (короткометражка) — дьявол - 1943 — Самая молодая профессия / The Youngest Profession — Бёртон В. Лайонс - 1944 — Только стоячие места / Standing Room Only — Т.Дж. Тодд / «дворецкий» Тодд - 1944 — Джэни / Janie — Чарльз Конуэй - 1944 — Кисмет / Kismet — старший визирь - 1944 — Миссис Паркингтон / Mrs. Parkington — Эмори Стилэм - 1945 — Главная улица в темноте / Main Street After Dark — лейтенант Лоррган - 1945 — Безумства Зигфилда / Ziegfeld Follies — адвокат - 1945 — Скрытый глаз / The Hidden Eye — капитан Дункан МакЛейн - 1945 — Уикэнд в отеле Уолдорф / Week-End at the Waldorf — Мартин Экс. Эдли - 1946 — Джэни выходит замуж / Janie Gets Married — Чарльз Конуэй - 1946 — Три мудрых глупца / Three Wise Fools — Теодор Финдли - 1946 — Нет отгула, нет любви / No Leave, No Love — Хобарт Кэнфорд Стайлс - 1947 — Могучий МакГурк / The Mighty McGurk — Майк Гленсон - 1947 — Мой брат разговаривает с лошадьми / My Brother Talks to Horses — мистер Бледсоу - 1947 — Дорогая Рут / Dear Ruth — судья Гарри Уилкинс - 1947 — Рекламисты / The Hucksters — Дэйв Лэш - 1948 — Три дорогие дочки / Three Daring Daughters — Роберт Нельсон - 1948 — Большой город / Big City — судья Мартни О. Эберкромби - 1948 — Дама без кавалера / Wallflower — Эндрю Дж. Линнетт - 1948 — Командное решение / Command Decision — конгрессмен Артур Малколм - 1949 — Джон любит Мэри / John Loves Mary — сенатор Джеймс МакКинли - 1949 — Возьми меня с собой на бейсбол / Take Me Out to the Ball Game — Джо Лорган - 1949 — Большой Джек / Big Jack — мэр Махоуни - 1949 — Дорогая жена / Dear Wife — судья Уилкинс - 1950 — Человек из жёлтого такси / The Yellow Cab Man — Мартин Криви - 1950 — Энни получает ваше оружие / Annie Get Your Gun — Поуни Билл - 1950 — Скиппер удивил свою жену / The Skipper Surprised His Wife — адмирал Гомер Торндайк - 1950 — Пулитцеровский театр / Pulitzer Prize Playhouse (телесериал, 1 эпизод) - 1951 — Дорогой подопечный / Dear Brat — сенатор Уилкинс - 1952 — Оптом дешевле 2 / Belles on Their Toes — Сэм Харпер - 1952 — Голливудская премьера / Hollywood Opening Night (телесериал, 1 эпизод) - 1952—1955 — Телевизионный театр «Форда» / The Ford Television Theatre (телесериал, 4 эпизода) - 1953 — Город, который никогда не спит / City That Never Sleeps — Пенрод Биддел - 1953 — Человек противоречий / Man of Conflict — Дж. Р. Комптон - 1954 — Прожигая жизнь / Living It Up — мэр - 1954 — Первая студия / Studio One (телесериал, 1 эпизод) - 1954 — Театр «Дженерал Электрик» / General Electric Theater (телесериал, 1 эпизод) - 1954 — Ты там / You Are There (телесериал, 1 эпизод) - 1955 — Кульминация / Climax! (телесериал, 2 эпизода) - 1955 — Театр комедии Эдди Кантора / The Eddie Cantor Comedy Theater (телесериал, 1 эпизод) - 1956 — Хьюстонская история / The Houston Story — Пол Атлас - 1956 — Дочь посла / The Ambassador’s Daughter — посол Уильям Фиск - 1956 — Разоблачение в Майами / Miami Exposé — Оливер Таббс - 1956 — Телевизионный театр «Крафт» / Kraft Television Theatre (телесериал, 1 эпизод) - 1956 — Театр знаменитостей / Celebrity Playhouse (телесериал, 1 эпизод) - 1956 — Театр Этель Берримор / Ethel Barrymore Theater (телесериал, 1 эпизод) - 1956 — Странные истории / Strange Stories (телесериал, 1 эпизод) |